# Praga-Północ
Praga-Północ (v překladu Severní Praga) je městský obvod ve Varšavě nacházející se v centrální části města.
Praga je jedna z nejstarších čtvrtí ve Varšavě, její území bylo k Varšavě připojeno koncem 18. století. V roce 1945 byla rozdělena na části Praga-Północ a Praga-Południe.
Má rozlohu 11,4 km² a žije zde 93 tisíc obyvatel.